# یوسکشوا
یوسکشوا (انگلیسی: Eusexua‎، ‎/juːˈsɛk.ʃuː.ə/‎ yew-SEK-shoo-ə، به صورت تمام حروف بزرگ نوشته می‌شود) سومین آلبوم استودیویی خوانندهٔ انگلیسی اف‌کی‌ای توئیگز است که در ۲۴ ژانویه ۲۰۲۵ توسط یانگ رکوردز و آتلانتیک رکوردز منتشر شد. این آلبوم نخستین آلبوم استودیویی او پس از پنج سال از زمان انتشار آلبوم Magdalene‏ (۲۰۱۹) و نخستین مجموعهٔ کامل آثار او در بیش از سه سال پس از میکس‌تیپ Caprisongs در سال ۲۰۲۲ به‌شمار می‌رود. در این آلبوم، هنرمندانی همچون کُرلس و نورث وست حضور دارند؛ نورث وست اجراهایی به زبان ژاپنی در آلبوم دارد. 
یوسکشوا با تحسین منتقدان موسیقی روبه‌رو شد و سبک تهیه‌کنندگی، اجرای آوازی و ترانه‌سرایی آن مورد ستایش قرار گرفت. قطعهٔ «یوسکشوا» که عنوان آلبوم نیز هست، به‌عنوان تک‌آهنگ آغازین در ۱۳ سپتامبر ۲۰۲۴ منتشر شد. تک‌آهنگ‌های دیگر این آلبوم، «Perfect Stranger» و «Drums of Death» بودند که با فاصله‌ای تقریباً یک‌ماهه از یکدیگر منتشر شدند. اف‌کی‌ای توئیگز برای تبلیغ این آلبوم، در سال ۲۰۲۵ تور یوسکشوا را آغاز کرد.

## جدول‌های موسیقی
| جدول (۲۰۲۵)                                   | بالاترین جایگاه |
| --------------------------------------------- | --------------- |
| آلبوم‌های استرالیایی (ای‌آرآی‌ای)                | ۵۹              |
| آلبوم‌های اتریشی (آلبوم‌های او۳)                | ۲۰              |
| آلبوم‌های بلژیکی (اولتراتاپ فلاندرز)           | ۱۶              |
| آلبوم‌های بلژیکی (اولتراتاپ والونیا)           | ۲۲              |
| آلبوم‌های کانادایی (بیلبورد)                   | ۴۲              |
| آلبوم‌های بین‌المللی کرواسی (اچ‌دی‌یو)            | ۸               |
| آلبوم‌های هلندی (جدول‌های هلند)                 | ۳۲              |
| آلبوم‌های فنلاندی (جدول رسمی فنلاند)           | ۳۴              |
| آلبوم‌های فرانسوی (اس‌ان‌ئی‌پی)                   | ۶۷              |
| آلبوم‌های آلمانی (۱۰۰ آلبوم برتر رسمی)         | ۳۷              |
| آلبوم‌های یونانی (آی‌اف‌پی‌آی)                    | ۷۸              |
| آلبوم‌های مجارستانی (ماهاز)                    | ۲۹              |
| آلبوم‌های ایرلندی (شرکت جدول‌های رسمی)          | ۲۸              |
| آلبوم‌های دیجیتال ژاپنی (اوریکون)              | ۴۴              |
| آلبوم‌های لیتوانی (آگاتا)                      | ۳۶              |
| آلبوم‌های نیوزیلند (آرام‌ان‌زی)                  | ۲۱              |
| آلبوم‌های لهستانی (ZPAV)                       | ۵۲              |
| آلبوم‌های اسکاتلندی (شرکت جدول‌های رسمی)        | ۴               |
| آلبوم‌های سوئیسی (جدول موسیقی سوئیس)           | ۱۳              |
| آلبوم‌های بریتانیا (شرکت جدول‌های رسمی)         | ۳               |
| آلبوم‌های رقص بریتانیا (شرکت جدول‌های رسمی)     | ۱               |
| آلبوم‌های مستقل بریتانیا (شرکت جدول‌های رسمی)   | ۱               |
| بیلبورد ۲۰۰ ایالات متحده                      | ۲۴              |
| آلبوم‌های رقص/الکترونیک ایالات متحده (بیلبورد) | ۱               |